# Shaobo Qin
Qin Shaobo (Guangxi, 1982) is een Chinees acrobaat en acteur.
Op zijn 11e zag hij voor het eerst een acrobatenvoorstelling en hij wist meteen dat hij ook een acrobaat wilde worden. Momenteel zit hij bij de Peking Acrobats.
In 2001 was hij te zien in Ocean's Eleven als Danny Oceans "grease man". Hij speelde een extreem lenige jongeman die de mannen van meestercrimineel Danny Ocean moet helpen bij het beroven van een casino. In 2004 was hij in het vervolg Ocean's Twelve te zien, en ook in het tweede vervolg, Ocean's Thirteen, heeft hij een rol.

## Filmografie
- Ocean's Thirteen (2007) - Yen / Mr. Weng
- Ocean's Twelve (2004) - Yen
- Ocean's Eleven (2001) - Yen